# تور دي سويس للسيدات 2022
تور دي سويس للسيدات 2022 هو سباق دراجات هوائية، وهو الموسم الثاني من تور دي سويس للسيدات ‏، وأقيم خلال الفترة من 18 يونيو 2022، وحتى 21 يونيو 2022 ضمن سباقات سباق الدراجات على الطريق للسيدات 2022، وشارك فيه 98 متسابقاً.
فاز بالمركز الأول لوسيندا براند، وبالمركز الثاني كريستين فولكنر، وبالمركز الثالث Pauliena Rooijakkers ‏، وفاز لوسيندا براند في ترتيب النقاط، وكان الفائز حسب النقاط للشباب Olivia Baril ‏، وكان الفائز في تصنيف الجبال Pauliena Rooijakkers ‏، وفاز كانيون–إس آر إيه إم في ترتيب الفرق.

## الفرق
| فرق سيدات عالمية (9)- Liv AlUla Jayco ‏ - كانيون–إس آر إيه إم ريسينغ 2022 ‏ - FDJ–Suez ‏ - جامبو فيسما للسيدات 2022 ‏ - ليف ريسينغ 2022 ‏ - فريق رولان كوجياس إديلويس 2022 ‏ - Lidl–Trek (women's team) ‏ - فريق سنويب للسيدات 2022 ‏ - يو أي أيه تيم 2022 ‏ فرق دراجات قارية سيدات (7)- Andy Schleck–CP NVST–Immo Losch ‏ - Ceratizit Pro Cycling ‏ - Cofidis Women Team ‏ - كوب هايتك بوردكتس 2022 ‏ - لوتو سودال للسيدات 2022 ‏ - استاد روشليه شارينت ماريتايم 2022 ‏ - فالكار ترافل سيرفس 2022 ‏ فريق وطني- فريق سويسرا لركوب الدراجات للسيدات 2022 ‏ فريق دراجات هواة سيدات- BeCycling Regional‏ |  |
| |  |

## المراحل
| قائمة المراحل | قائمة المراحل | قائمة المراحل       | قائمة المراحل      | قائمة المراحل | قائمة المراحل   | قائمة المراحل  |
| المرحلة       | التاريخ       | الدورة              |                    | المسافة (كم)  | الفائز بالمرحلة | القائد العام   |
| ------------- | ------------- | ------------------- | ------------------ | ------------- | --------------- | -------------- |
| مرحلة 1       | 18 يونيو      | فادوتس – فادوتس     | مرحلة مستوية       | 46            | لوسيندا براند   | لوسيندا براند  |
| مرحلة 2       | 19 يونيو      | فادوتس – فادوتس     | فردي ضد الساعة     | 25٫6          | كريستين فولكنر  | كريستين فولكنر |
| مرحلة 3       | 20 يونيو      | فادوتس – خور        | مرحلة جبلية متوسطة | 124٫2         | إليسا بالسامو   | كريستين فولكنر |
| مرحلة 4       | 21 يونيو      | خور – Lantsch/Lenz ‏ | مرحلة جبلية        | 98٫5          | لوسيندا براند   | لوسيندا براند  |

## النتيجة

### مرحلة 1
هي مرحلة بسيطة، أقيمت في 18 يونيو 2022، وامتدّت لمسافة 46 كيلومتر. فاز بالمرحلة لوسيندا براند، وكان متصدر الترتيب العام في نهاية المرحلة لوسيندا براند، وكان المتصدر حسب ترتيب النقاط لوسيندا براند، وكان المتصدر في ترتيب التسلق Pauliena Rooijakkers ‏، وتصدر ترتيب النقاط للشباب إليسا بالسامو، وكان متصدر ترتيب الفرق كانيون–إس آر إيه إم ريسينغ 2022 ‏.
| التصنيف العام | التصنيف العام         | التصنيف العام    | التصنيف العام                            | التصنيف العام |  |
| العداء        | العداء                | البلد            | الفريق                                   | الوقت         |  |
| ------------- | --------------------- | ---------------- | ---------------------------------------- | ------------- |  |
| 1             | لوسيندا براند         | هولندا           | Lidl–Trek (women's team) ‏                | 1 س 09 د 06 ث |  |
| 2             | كلارا كوبينبرج        | ألمانيا          | Cofidis Women Team ‏                      | + 2 ث         |  |
| 3             | Pauliena Rooijakkers ‏ | هولندا           | كانيون–إس آر إيه إم ‏                     | + 5 ث         |  |
| 4             | إليسا بالسامو         | إيطاليا          | Lidl–Trek (women's team) ‏                | + 1 د 03 ث    |  |
| 5             | ثريا بالادين          | إيطاليا          | كانيون–إس آر إيه إم ‏                     | + 1 د 03 ث    |  |
| 6             | فلورتجي ماكايج        | هولندا           | فريق سنويب للسيدات ‏                      | + 1 د 03 ث    |  |
| 7             | Jolanda Neff ‏         | سويسرا           | فريق سويسرا لركوب الدراجات للسيدات 2022 ‏ | + 1 د 03 ث    |  |
| 8             | ليان ليبرت            | ألمانيا          | فريق سنويب للسيدات ‏                      | + 1 د 03 ث    |  |
| 9             | سارة روي              | أستراليا         | كانيون–إس آر إيه إم ‏                     | + 1 د 03 ث    |  |
| 10            | كريستين فولكنر        | الولايات المتحدة | Liv AlUla Jayco ‏                         | + 1 د 03 ث    |  |

### مرحلة 2
هي مرحلة من نوع سباق زمن فردي، أقيمت في 19 يونيو 2022، وامتدّت لمسافة 25.6 كيلومتر. فاز بالمرحلة كريستين فولكنر، وكان متصدر الترتيب العام في نهاية المرحلة كريستين فولكنر، وكان المتصدر حسب ترتيب النقاط لوسيندا براند، وكان المتصدر في ترتيب التسلق Pauliena Rooijakkers ‏، وتصدر ترتيب النقاط للشباب Olivia Baril ‏، وكان متصدر ترتيب الفرق 2022 Team BikeExchange Women ‏.
| التصنيف العام | التصنيف العام         | التصنيف العام    | التصنيف العام                            | التصنيف العام |  |
| العداء        | العداء                | البلد            | الفريق                                   | الوقت         |  |
| ------------- | --------------------- | ---------------- | ---------------------------------------- | ------------- |  |
| 1             | كريستين فولكنر        | الولايات المتحدة | Liv AlUla Jayco ‏                         | 1 س 41 د 55 ث |  |
| 2             | لوسيندا براند         | هولندا           | Lidl–Trek (women's team) ‏                | + 4 ث         |  |
| 3             | جورجيا وليامز         | نيوزيلندا        | Liv AlUla Jayco ‏                         | + 14 ث        |  |
| 4             | Pauliena Rooijakkers ‏ | هولندا           | كانيون–إس آر إيه إم ‏                     | + 34 ث        |  |
| 5             | جورجيا بيكر           | أستراليا         | Liv AlUla Jayco ‏                         | + 1 د 12 ث    |  |
| 6             | Jolanda Neff ‏         | سويسرا           | فريق سويسرا لركوب الدراجات للسيدات 2022 ‏ | + 1 د 28 ث    |  |
| 7             | سارة روي              | أستراليا         | كانيون–إس آر إيه إم ‏                     | + 1 د 36 ث    |  |
| 8             | فلورتجي ماكايج        | هولندا           | فريق سنويب للسيدات ‏                      | + 2 د 06 ث    |  |
| 9             | Olivia Baril ‏         | كندا             | فالكار سيلانس ‏                           | + 2 د 10 ث    |  |
| 10            | برودي شابمان          | أستراليا         | FDJ–Suez ‏                                | + 2 د 19 ث    |  |

### مرحلة 3
هي مرحلة جبلية متوسطة، أقيمت في 20 يونيو 2022، وامتدّت لمسافة 124.2 كيلومتر. فاز بالمرحلة إليسا بالسامو، وكان متصدر الترتيب العام في نهاية المرحلة كريستين فولكنر، وكان المتصدر حسب ترتيب النقاط لوسيندا براند، وكان المتصدر في ترتيب التسلق Pauliena Rooijakkers ‏، وتصدر ترتيب النقاط للشباب Olivia Baril ‏، وكان متصدر ترتيب الفرق 2022 Team BikeExchange Women ‏.
| التصنيف العام | التصنيف العام         | التصنيف العام    | التصنيف العام                            | التصنيف العام |  |
| العداء        | العداء                | البلد            | الفريق                                   | الوقت         |  |
| ------------- | --------------------- | ---------------- | ---------------------------------------- | ------------- |  |
| 1             | كريستين فولكنر        | الولايات المتحدة | Liv AlUla Jayco ‏                         | 5 س 00 د 35 ث |  |
| 2             | لوسيندا براند         | هولندا           | Lidl–Trek (women's team) ‏                | + 4 ث         |  |
| 3             | جورجيا وليامز         | نيوزيلندا        | Liv AlUla Jayco ‏                         | + 14 ث        |  |
| 4             | Pauliena Rooijakkers ‏ | هولندا           | كانيون–إس آر إيه إم ‏                     | + 34 ث        |  |
| 5             | Jolanda Neff ‏         | سويسرا           | فريق سويسرا لركوب الدراجات للسيدات 2022 ‏ | + 1 د 28 ث    |  |
| 6             | فلورتجي ماكايج        | هولندا           | فريق سنويب للسيدات ‏                      | + 2 د 06 ث    |  |
| 7             | Olivia Baril ‏         | كندا             | فالكار سيلانس ‏                           | + 2 د 10 ث    |  |
| 8             | برودي شابمان          | أستراليا         | FDJ–Suez ‏                                | + 2 د 19 ث    |  |
| 9             | كلارا كوبينبرج        | ألمانيا          | Cofidis Women Team ‏                      | + 2 د 19 ث    |  |
| 10            | Alessandra Keller ‏    | سويسرا           | فريق سويسرا لركوب الدراجات للسيدات 2022 ‏ | + 2 د 24 ث    |  |

### مرحلة 4
هي مرحلة جبلية، أقيمت في 21 يونيو 2022، وامتدّت لمسافة 98.5 كيلومتر. فاز بالمرحلة لوسيندا براند، وكان متصدر الترتيب العام في نهاية المرحلة لوسيندا براند.

## المشاركون
| Lidl–Trek (women's team) ‏ TFS | Lidl–Trek (women's team) ‏ TFS | Lidl–Trek (women's team) ‏ TFS |
| ----------------------------- | ----------------------------- | ----------------------------- |
| م                             | عداء                          | مرتبة                         |
| 1                             | إليسا بالسامو (طريق)          | 28                            |
| 2                             | لوسيندا براند                 | 1                             |
| 3                             | أمالي ديديريكسن (طريق)        | لم يكمل السباق-4              |
| 4                             | Lauretta Hanson ‏              | 60                            |
| 6                             | ليتيزيا باتيرنوستر            | 64                            |

| Liv AlUla Jayco ‏ BEX | Liv AlUla Jayco ‏ BEX      | Liv AlUla Jayco ‏ BEX |
| -------------------- | ------------------------- | -------------------- |
| م                    | عداء                      | مرتبة                |
| 11                   | جورجيا بيكر               | 46                   |
| 12                   | جيسيكا ألين               | لم يكمل السباق-4     |
| 13                   | كريستين فولكنر            | 2                    |
| 14                   | Chelsie Tan‏               | لم يكمل السباق-3     |
| 15                   | جورجيا وليامز (زمني فردي) | 10                   |
| 16                   | Urška Žigart ‏             | 30                   |

| كانيون–إس آر إيه إم ‏ CSR | كانيون–إس آر إيه إم ‏ CSR | كانيون–إس آر إيه إم ‏ CSR |
| ------------------------ | ------------------------ | ------------------------ |
| م                        | عداء                     | مرتبة                    |
| 21                       | Neve Bradbury ‏           | 11                       |
| 22                       | إيلا هاريس               | 51                       |
| 23                       | ليزا كلاين               | لم يكمل السباق-4         |
| 24                       | ثريا بالادين             | 15                       |
| 25                       | Pauliena Rooijakkers ‏    | 3                        |
| 26                       | سارة روي                 | 36                       |

| فريق سنويب للسيدات ‏ DSM | فريق سنويب للسيدات ‏ DSM | فريق سنويب للسيدات ‏ DSM |
| ----------------------- | ----------------------- | ----------------------- |
| م                       | عداء                    | مرتبة                   |
| 31                      | ليان ليبرت              | 12                      |
| 32                      | Léa Curinier ‏           | 40                      |
| 33                      | Francesca Barale ‏       | 43                      |
| 34                      | فلورتجي ماكايج          | 6                       |

| FDJ–Suez ‏ FSF | FDJ–Suez ‏ FSF       | FDJ–Suez ‏ FSF    |
| ------------- | ------------------- | ---------------- |
| م             | عداء                | مرتبة            |
| 41            | Stine Borgli ‏       | 27               |
| 42            | برودي شابمان        | 4                |
| 43            | أوجيني دوفال        | لم يكمل السباق-2 |
| 44            | Victorie Guilman ‏   | 24               |
| 45            | Évita Muzic ‏ (طريق) | 20               |
| 46            | جادي فيل            | 42               |

| جامبو فيسما للسيدات ‏ TJV | جامبو فيسما للسيدات ‏ TJV | جامبو فيسما للسيدات ‏ TJV |
| ------------------------ | ------------------------ | ------------------------ |
| م                        | عداء                     | مرتبة                    |
| 51                       | Noemi Rüegg ‏             | 38                       |
| 52                       | Linda Riedmann ‏          | 41                       |
| 53                       | Amber Kraak ‏             | 31                       |
| 54                       | Aafke Soet ‏              | 26                       |
| 55                       | كارلين آختيريكته         | 55                       |

| ليف ريسينغ ‏ LIV | ليف ريسينغ ‏ LIV  | ليف ريسينغ ‏ LIV |
| --------------- | ---------------- | --------------- |
| م               | عداء             | مرتبة           |
| 61              | Valerie Demey ‏   | 37              |
| 62              | Jeanne Korevaar ‏ | 13              |
| 63              | Katia Ragusa ‏    | 61              |
| 64              | Quinty Ton ‏      | 23              |

| فريق كوجياس ميتلر لوك برو للدراجات ‏ CGS | فريق كوجياس ميتلر لوك برو للدراجات ‏ CGS | فريق كوجياس ميتلر لوك برو للدراجات ‏ CGS |
| --------------------------------------- | --------------------------------------- | --------------------------------------- |
| م                                       | عداء                                    | مرتبة                                   |
| 71                                      | كارولين باور                            | 50                                      |
| 72                                      | Rotem Gafinovitz ‏ (زمني فردي)           | لم يكمل السباق-3                        |
| 73                                      | Aline Seitz ‏                            | لم يكمل السباق-4                        |
| 74                                      | Gabby Traxler ‏                          | 45                                      |
| 75                                      | SUI                                     | 29                                      |
| 76                                      | أولغا زابيلينسكايا                      | 57                                      |

| يو أي أيه تيم ‏ UAD | يو أي أيه تيم ‏ UAD              | يو أي أيه تيم ‏ UAD |
| ------------------ | ------------------------------- | ------------------ |
| م                  | عداء                            | مرتبة              |
| 81                 | مارتا باستيانيلي                | لم يكمل السباق-3   |
| 82                 | يوجينة بوجاك (طريق و زمني فردي) | 34                 |
| 83                 | Alena Ivanchenko ‏               | 32                 |
| 84                 | إيريكا ماجندي                   | 8                  |
| 85                 | Maria Novolodskaya ‏             | لم يكمل السباق-4   |
| 86                 | Linda Zanetti ‏                  | 62                 |

| Andy Schleck–CP NVST–Immo Losch ‏ ASC | Andy Schleck–CP NVST–Immo Losch ‏ ASC | Andy Schleck–CP NVST–Immo Losch ‏ ASC |
| ------------------------------------ | ------------------------------------ | ------------------------------------ |
| م                                    | عداء                                 | مرتبة                                |
| 91                                   | Michelle Andres ‏                     | لم يكمل السباق-2                     |
| 92                                   | Fabienne Buri ‏                       | لم يكمل السباق-3                     |
| 93                                   | Kerry Jonker ‏                        | لم يكمل السباق-3                     |
| 94                                   | Vera Looser (طريق و زمني فردي)       | لم يكمل السباق-3                     |
| 95                                   | Léna Mettraux ‏                       | لم يكمل السباق-3                     |

| Ceratizit Pro Cycling ‏ WNT | Ceratizit Pro Cycling ‏ WNT     | Ceratizit Pro Cycling ‏ WNT |
| -------------------------- | ------------------------------ | -------------------------- |
| م                          | عداء                           | مرتبة                      |
| 101                        | ليزا برينور (طريق و زمني فردي) | لم يكمل السباق-3           |
| 102                        | ساندرا ألونسو                  | لم يكمل السباق-3           |
| 104                        | Martina Fidanza ‏               | لم يكمل السباق-3           |
| 105                        | Clea Seidel‏                    | لم يكمل السباق-3           |
| 106                        | Lea Lin Teutenberg ‏            | لم يكمل السباق-3           |

| Cofidis Women Team ‏ COF | Cofidis Women Team ‏ COF | Cofidis Women Team ‏ COF |
| ----------------------- | ----------------------- | ----------------------- |
| م                       | عداء                    | مرتبة                   |
| 111                     | Martina Alzini ‏         | لم يكمل السباق-3        |
| 112                     | Victoire Berteau ‏       | 49                      |
| 113                     | Alana Castrique ‏        | 52                      |
| 114                     | كلارا كوبينبرج          | 7                       |
| 115                     | Rachel Neylan ‏          | لم يكمل السباق-4        |

| تيم كوب هايتك بوردكتس ‏ HPU | تيم كوب هايتك بوردكتس ‏ HPU | تيم كوب هايتك بوردكتس ‏ HPU |
| -------------------------- | -------------------------- | -------------------------- |
| م                          | عداء                       | مرتبة                      |
| 121                        | Caroline Andersson ‏        | 35                         |
| 122                        | Ingvild Gåskjenn ‏          | 19                         |
| 123                        | Tiril Jørgensen ‏           | لم يكمل السباق-3           |
| 125                        | Nicole Steigenga ‏          | لم يكمل السباق-4           |
| 126                        | Christa Riffel ‏            | لم يكمل السباق-2           |

| لوتو بيليسول للسيدات ‏ LSL | لوتو بيليسول للسيدات ‏ LSL | لوتو بيليسول للسيدات ‏ LSL |
| ------------------------- | ------------------------- | ------------------------- |
| م                         | عداء                      | مرتبة                     |
| 131                       | Mieke Docx ‏               | لم يكمل السباق-4          |
| 132                       | جوزي ونايت                | 59                        |
| 133                       | Mijntje Geurts ‏           | 54                        |
| 134                       | Esmée Gielkens ‏           | لم يكمل السباق-3          |
| 135                       | Elise vander Sande‏        | لم يكمل السباق-4          |
| 136                       | Kylie Waterreus ‏          | لم يكمل السباق-4          |

| شارينت ماريتايم سيلينج للسيدات ‏ CMW | شارينت ماريتايم سيلينج للسيدات ‏ CMW | شارينت ماريتايم سيلينج للسيدات ‏ CMW |
| ----------------------------------- | ----------------------------------- | ----------------------------------- |
| م                                   | عداء                                | مرتبة                               |
| 141                                 | Noémie Abgrall ‏                     | 47                                  |
| 142                                 | Marine Allione ‏                     | 44                                  |
| 143                                 | India Grangier ‏                     | لم يكمل السباق-4                    |
| 144                                 | Frances Janse van Rensburg ‏ (طريق)  | 63                                  |
| 145                                 | Maëva Squiban ‏                      | 16                                  |
| 146                                 | Natalie Grinczer ‏                   | 39                                  |

| فالكار سيلانس ‏ VAL | فالكار سيلانس ‏ VAL   | فالكار سيلانس ‏ VAL |
| ------------------ | -------------------- | ------------------ |
| م                  | عداء                 | مرتبة              |
| 151                | Alice Maria Arzuffi ‏ | 21                 |
| 152                | Olivia Baril ‏        | 9                  |
| 153                | Karolina Kumięga ‏    | لم يكمل السباق-4   |
| 154                | Ilaria Sanguineti ‏   | 48                 |
| 155                | Margaux Vigié ‏       | لم يكمل السباق-4   |
| 156                | Elizabeth Stannard ‏  | 17                 |

| فريق سويسرا لركوب الدراجات للسيدات 2022 ‏ SUI | فريق سويسرا لركوب الدراجات للسيدات 2022 ‏ SUI | فريق سويسرا لركوب الدراجات للسيدات 2022 ‏ SUI |
| -------------------------------------------- | -------------------------------------------- | -------------------------------------------- |
| م                                            | عداء                                         | مرتبة                                        |
| 161                                          | Jolanda Neff ‏                                | 5                                            |
| 162                                          | Sina Frei ‏                                   | 22                                           |
| 163                                          | Linda Indergand ‏                             | 33                                           |
| 164                                          | Alessandra Keller ‏                           | 14                                           |
| 165                                          | Nicole Koller ‏                               | 58                                           |
| 166                                          | SUI                                          | 56                                           |

| BeCycling Regional‏ ___ | BeCycling Regional‏ ___ | BeCycling Regional‏ ___ |
| ---------------------- | ---------------------- | ---------------------- |
| م                      | عداء                   | مرتبة                  |
| 171                    | Nicole Suter‏           | لم يكمل السباق-4       |
| 172                    | Lea Fuchs ‏             | 25                     |
| 173                    | Steffi Häberlin ‏       | 18                     |
| 174                    | Lara Krähemann ‏        | 53                     |
| 175                    | Jasmin Liechti ‏        | 65                     |
| 176                    | Annika Liehner ‏        | لم يكمل السباق-3       |

| Lidl–Trek (women's team) ‏ TFS | Lidl–Trek (women's team) ‏ TFS | Lidl–Trek (women's team) ‏ TFS |
| ----------------------------- | ----------------------------- | ----------------------------- |
| م                             | عداء                          | مرتبة                         |
| 1                             | إليسا بالسامو (طريق)          | 28                            |
| 2                             | لوسيندا براند                 | 1                             |
| 3                             | أمالي ديديريكسن (طريق)        | لم يكمل السباق-4              |
| 4                             | Lauretta Hanson ‏              | 60                            |
| 6                             | ليتيزيا باتيرنوستر            | 64                            |

| Liv AlUla Jayco ‏ BEX | Liv AlUla Jayco ‏ BEX      | Liv AlUla Jayco ‏ BEX |
| -------------------- | ------------------------- | -------------------- |
| م                    | عداء                      | مرتبة                |
| 11                   | جورجيا بيكر               | 46                   |
| 12                   | جيسيكا ألين               | لم يكمل السباق-4     |
| 13                   | كريستين فولكنر            | 2                    |
| 14                   | Chelsie Tan‏               | لم يكمل السباق-3     |
| 15                   | جورجيا وليامز (زمني فردي) | 10                   |
| 16                   | Urška Žigart ‏             | 30                   |

| كانيون–إس آر إيه إم ‏ CSR | كانيون–إس آر إيه إم ‏ CSR | كانيون–إس آر إيه إم ‏ CSR |
| ------------------------ | ------------------------ | ------------------------ |
| م                        | عداء                     | مرتبة                    |
| 21                       | Neve Bradbury ‏           | 11                       |
| 22                       | إيلا هاريس               | 51                       |
| 23                       | ليزا كلاين               | لم يكمل السباق-4         |
| 24                       | ثريا بالادين             | 15                       |
| 25                       | Pauliena Rooijakkers ‏    | 3                        |
| 26                       | سارة روي                 | 36                       |

| فريق سنويب للسيدات ‏ DSM | فريق سنويب للسيدات ‏ DSM | فريق سنويب للسيدات ‏ DSM |
| ----------------------- | ----------------------- | ----------------------- |
| م                       | عداء                    | مرتبة                   |
| 31                      | ليان ليبرت              | 12                      |
| 32                      | Léa Curinier ‏           | 40                      |
| 33                      | Francesca Barale ‏       | 43                      |
| 34                      | فلورتجي ماكايج          | 6                       |

| FDJ–Suez ‏ FSF | FDJ–Suez ‏ FSF       | FDJ–Suez ‏ FSF    |
| ------------- | ------------------- | ---------------- |
| م             | عداء                | مرتبة            |
| 41            | Stine Borgli ‏       | 27               |
| 42            | برودي شابمان        | 4                |
| 43            | أوجيني دوفال        | لم يكمل السباق-2 |
| 44            | Victorie Guilman ‏   | 24               |
| 45            | Évita Muzic ‏ (طريق) | 20               |
| 46            | جادي فيل            | 42               |

| جامبو فيسما للسيدات ‏ TJV | جامبو فيسما للسيدات ‏ TJV | جامبو فيسما للسيدات ‏ TJV |
| ------------------------ | ------------------------ | ------------------------ |
| م                        | عداء                     | مرتبة                    |
| 51                       | Noemi Rüegg ‏             | 38                       |
| 52                       | Linda Riedmann ‏          | 41                       |
| 53                       | Amber Kraak ‏             | 31                       |
| 54                       | Aafke Soet ‏              | 26                       |
| 55                       | كارلين آختيريكته         | 55                       |

| ليف ريسينغ ‏ LIV | ليف ريسينغ ‏ LIV  | ليف ريسينغ ‏ LIV |
| --------------- | ---------------- | --------------- |
| م               | عداء             | مرتبة           |
| 61              | Valerie Demey ‏   | 37              |
| 62              | Jeanne Korevaar ‏ | 13              |
| 63              | Katia Ragusa ‏    | 61              |
| 64              | Quinty Ton ‏      | 23              |

| فريق كوجياس ميتلر لوك برو للدراجات ‏ CGS | فريق كوجياس ميتلر لوك برو للدراجات ‏ CGS | فريق كوجياس ميتلر لوك برو للدراجات ‏ CGS |
| --------------------------------------- | --------------------------------------- | --------------------------------------- |
| م                                       | عداء                                    | مرتبة                                   |
| 71                                      | كارولين باور                            | 50                                      |
| 72                                      | Rotem Gafinovitz ‏ (زمني فردي)           | لم يكمل السباق-3                        |
| 73                                      | Aline Seitz ‏                            | لم يكمل السباق-4                        |
| 74                                      | Gabby Traxler ‏                          | 45                                      |
| 75                                      | SUI                                     | 29                                      |
| 76                                      | أولغا زابيلينسكايا                      | 57                                      |

| يو أي أيه تيم ‏ UAD | يو أي أيه تيم ‏ UAD              | يو أي أيه تيم ‏ UAD |
| ------------------ | ------------------------------- | ------------------ |
| م                  | عداء                            | مرتبة              |
| 81                 | مارتا باستيانيلي                | لم يكمل السباق-3   |
| 82                 | يوجينة بوجاك (طريق و زمني فردي) | 34                 |
| 83                 | Alena Ivanchenko ‏               | 32                 |
| 84                 | إيريكا ماجندي                   | 8                  |
| 85                 | Maria Novolodskaya ‏             | لم يكمل السباق-4   |
| 86                 | Linda Zanetti ‏                  | 62                 |

| Andy Schleck–CP NVST–Immo Losch ‏ ASC | Andy Schleck–CP NVST–Immo Losch ‏ ASC | Andy Schleck–CP NVST–Immo Losch ‏ ASC |
| ------------------------------------ | ------------------------------------ | ------------------------------------ |
| م                                    | عداء                                 | مرتبة                                |
| 91                                   | Michelle Andres ‏                     | لم يكمل السباق-2                     |
| 92                                   | Fabienne Buri ‏                       | لم يكمل السباق-3                     |
| 93                                   | Kerry Jonker ‏                        | لم يكمل السباق-3                     |
| 94                                   | Vera Looser (طريق و زمني فردي)       | لم يكمل السباق-3                     |
| 95                                   | Léna Mettraux ‏                       | لم يكمل السباق-3                     |

| Ceratizit Pro Cycling ‏ WNT | Ceratizit Pro Cycling ‏ WNT     | Ceratizit Pro Cycling ‏ WNT |
| -------------------------- | ------------------------------ | -------------------------- |
| م                          | عداء                           | مرتبة                      |
| 101                        | ليزا برينور (طريق و زمني فردي) | لم يكمل السباق-3           |
| 102                        | ساندرا ألونسو                  | لم يكمل السباق-3           |
| 104                        | Martina Fidanza ‏               | لم يكمل السباق-3           |
| 105                        | Clea Seidel‏                    | لم يكمل السباق-3           |
| 106                        | Lea Lin Teutenberg ‏            | لم يكمل السباق-3           |

| Cofidis Women Team ‏ COF | Cofidis Women Team ‏ COF | Cofidis Women Team ‏ COF |
| ----------------------- | ----------------------- | ----------------------- |
| م                       | عداء                    | مرتبة                   |
| 111                     | Martina Alzini ‏         | لم يكمل السباق-3        |
| 112                     | Victoire Berteau ‏       | 49                      |
| 113                     | Alana Castrique ‏        | 52                      |
| 114                     | كلارا كوبينبرج          | 7                       |
| 115                     | Rachel Neylan ‏          | لم يكمل السباق-4        |

| تيم كوب هايتك بوردكتس ‏ HPU | تيم كوب هايتك بوردكتس ‏ HPU | تيم كوب هايتك بوردكتس ‏ HPU |
| -------------------------- | -------------------------- | -------------------------- |
| م                          | عداء                       | مرتبة                      |
| 121                        | Caroline Andersson ‏        | 35                         |
| 122                        | Ingvild Gåskjenn ‏          | 19                         |
| 123                        | Tiril Jørgensen ‏           | لم يكمل السباق-3           |
| 125                        | Nicole Steigenga ‏          | لم يكمل السباق-4           |
| 126                        | Christa Riffel ‏            | لم يكمل السباق-2           |

| لوتو بيليسول للسيدات ‏ LSL | لوتو بيليسول للسيدات ‏ LSL | لوتو بيليسول للسيدات ‏ LSL |
| ------------------------- | ------------------------- | ------------------------- |
| م                         | عداء                      | مرتبة                     |
| 131                       | Mieke Docx ‏               | لم يكمل السباق-4          |
| 132                       | جوزي ونايت                | 59                        |
| 133                       | Mijntje Geurts ‏           | 54                        |
| 134                       | Esmée Gielkens ‏           | لم يكمل السباق-3          |
| 135                       | Elise vander Sande‏        | لم يكمل السباق-4          |
| 136                       | Kylie Waterreus ‏          | لم يكمل السباق-4          |

| شارينت ماريتايم سيلينج للسيدات ‏ CMW | شارينت ماريتايم سيلينج للسيدات ‏ CMW | شارينت ماريتايم سيلينج للسيدات ‏ CMW |
| ----------------------------------- | ----------------------------------- | ----------------------------------- |
| م                                   | عداء                                | مرتبة                               |
| 141                                 | Noémie Abgrall ‏                     | 47                                  |
| 142                                 | Marine Allione ‏                     | 44                                  |
| 143                                 | India Grangier ‏                     | لم يكمل السباق-4                    |
| 144                                 | Frances Janse van Rensburg ‏ (طريق)  | 63                                  |
| 145                                 | Maëva Squiban ‏                      | 16                                  |
| 146                                 | Natalie Grinczer ‏                   | 39                                  |

| فالكار سيلانس ‏ VAL | فالكار سيلانس ‏ VAL   | فالكار سيلانس ‏ VAL |
| ------------------ | -------------------- | ------------------ |
| م                  | عداء                 | مرتبة              |
| 151                | Alice Maria Arzuffi ‏ | 21                 |
| 152                | Olivia Baril ‏        | 9                  |
| 153                | Karolina Kumięga ‏    | لم يكمل السباق-4   |
| 154                | Ilaria Sanguineti ‏   | 48                 |
| 155                | Margaux Vigié ‏       | لم يكمل السباق-4   |
| 156                | Elizabeth Stannard ‏  | 17                 |

| فريق سويسرا لركوب الدراجات للسيدات 2022 ‏ SUI | فريق سويسرا لركوب الدراجات للسيدات 2022 ‏ SUI | فريق سويسرا لركوب الدراجات للسيدات 2022 ‏ SUI |
| -------------------------------------------- | -------------------------------------------- | -------------------------------------------- |
| م                                            | عداء                                         | مرتبة                                        |
| 161                                          | Jolanda Neff ‏                                | 5                                            |
| 162                                          | Sina Frei ‏                                   | 22                                           |
| 163                                          | Linda Indergand ‏                             | 33                                           |
| 164                                          | Alessandra Keller ‏                           | 14                                           |
| 165                                          | Nicole Koller ‏                               | 58                                           |
| 166                                          | SUI                                          | 56                                           |

| BeCycling Regional‏ ___ | BeCycling Regional‏ ___ | BeCycling Regional‏ ___ |
| ---------------------- | ---------------------- | ---------------------- |
| م                      | عداء                   | مرتبة                  |
| 171                    | Nicole Suter‏           | لم يكمل السباق-4       |
| 172                    | Lea Fuchs ‏             | 25                     |
| 173                    | Steffi Häberlin ‏       | 18                     |
| 174                    | Lara Krähemann ‏        | 53                     |
| 175                    | Jasmin Liechti ‏        | 65                     |
| 176                    | Annika Liehner ‏        | لم يكمل السباق-3       |

## التصنيف العام النهائي
| التصنيف العام | التصنيف العام         | التصنيف العام    | التصنيف العام                            | التصنيف العام |  |
| العداء        | العداء                | البلد            | الفريق                                   | الوقت         |  |
| ------------- | --------------------- | ---------------- | ---------------------------------------- | ------------- |  |
| 1             | لوسيندا براند         | هولندا           | Lidl–Trek (women's team) ‏                | 7 س 52 د 46 ث |  |
| 2             | كريستين فولكنر        | الولايات المتحدة | Liv AlUla Jayco ‏                         | + 17 ث        |  |
| 3             | Pauliena Rooijakkers ‏ | هولندا           | كانيون–إس آر إيه إم ‏                     | + 1 د 19 ث    |  |
| 4             | برودي شابمان          | أستراليا         | FDJ–Suez ‏                                | + 2 د 39 ث    |  |
| 5             | Jolanda Neff ‏         | سويسرا           | فريق سويسرا لركوب الدراجات للسيدات 2022 ‏ | + 3 د 01 ث    |  |
| 6             | فلورتجي ماكايج        | هولندا           | فريق سنويب للسيدات ‏                      | + 3 د 14 ث    |  |
| 7             | كلارا كوبينبرج        | ألمانيا          | Cofidis Women Team ‏                      | + 3 د 18 ث    |  |
| 8             | إيريكا ماجندي         | إيطاليا          | يو أي أيه تيم ‏                           | + 3 د 22 ث    |  |
| 9             | Olivia Baril ‏         | كندا             | فالكار سيلانس ‏                           | + 3 د 44 ث    |  |
| 10            | جورجيا وليامز         | نيوزيلندا        | Liv AlUla Jayco ‏                         | + 4 د 08 ث    |  |

### تصنيف النقاط
| تصنيف النقاط | تصنيف النقاط          | تصنيف النقاط     | تصنيف النقاط              | تصنيف النقاط |  |
| العداء       | العداء                | البلد            | الفريق                    | النقاط       |  |
| ------------ | --------------------- | ---------------- | ------------------------- | ------------ |  |
| 1            | لوسيندا براند         | هولندا           | Lidl–Trek (women's team) ‏ | 35 نقطة      |  |
| 2            | كريستين فولكنر        | الولايات المتحدة | Liv AlUla Jayco ‏          | 21 نقطة      |  |
| 3            | إليسا بالسامو         | إيطاليا          | Lidl–Trek (women's team) ‏ | 20 نقطة      |  |
| 4            | كلارا كوبينبرج        | ألمانيا          | Cofidis Women Team ‏       | 14 نقطة      |  |
| 5            | Pauliena Rooijakkers ‏ | هولندا           | كانيون–إس آر إيه إم ‏      | 13 نقطة      |  |
| 6            | Stine Borgli ‏         | النرويج          | FDJ–Suez ‏                 | 8 نقطة       |  |
| 7            | جورجيا وليامز         | نيوزيلندا        | Liv AlUla Jayco ‏          | 8 نقطة       |  |
| 8            | Évita Muzic ‏          | فرنسا            | FDJ–Suez ‏                 | 8 نقطة       |  |
| 9            | ثريا بالادين          | إيطاليا          | كانيون–إس آر إيه إم ‏      | 7 نقطة       |  |
| 10           | برودي شابمان          | أستراليا         | FDJ–Suez ‏                 | 6 نقطة       |  |

### تصنيف الجبال
| تصنيف الجبال | تصنيف الجبال          | تصنيف الجبال     | تصنيف الجبال                             | تصنيف الجبال |  |
| العداء       | العداء                | البلد            | الفريق                                   | النقاط       |  |
| ------------ | --------------------- | ---------------- | ---------------------------------------- | ------------ |  |
| 1            | Pauliena Rooijakkers ‏ | هولندا           | كانيون–إس آر إيه إم ‏                     | 28 نقطة      |  |
| 2            | Évita Muzic ‏          | فرنسا            | FDJ–Suez ‏                                | 20 نقطة      |  |
| 3            | كريستين فولكنر        | الولايات المتحدة | Liv AlUla Jayco ‏                         | 16 نقطة      |  |
| 4            | لوسيندا براند         | هولندا           | Lidl–Trek (women's team) ‏                | 10 نقطة      |  |
| 5            | برودي شابمان          | أستراليا         | FDJ–Suez ‏                                | 10 نقطة      |  |
| 6            | إيريكا ماجندي         | إيطاليا          | يو أي أيه تيم ‏                           | 10 نقطة      |  |
| 7            | Noemi Rüegg ‏          | سويسرا           | جامبو فيسما للسيدات ‏                     | 9 نقطة       |  |
| 8            | Stine Borgli ‏         | النرويج          | FDJ–Suez ‏                                | 4 نقطة       |  |
| 9            | كلارا كوبينبرج        | ألمانيا          | Cofidis Women Team ‏                      | 4 نقطة       |  |
| 10           | Jolanda Neff ‏         | سويسرا           | فريق سويسرا لركوب الدراجات للسيدات 2022 ‏ | 2 نقطة       |  |

## تصانيف فرعية

### تصنيف أفضل شاب
| تصنيف أفضل شاب | تصنيف أفضل شاب      | تصنيف أفضل شاب | تصنيف أفضل شاب                           | تصنيف أفضل شاب |  |
| العداء         | العداء              | البلد          | الفريق                                   | الوقت          |  |
| -------------- | ------------------- | -------------- | ---------------------------------------- | -------------- |  |
| 1              | Olivia Baril ‏       | كندا           | فالكار سيلانس ‏                           | 7 س 56 د 30 ث  |  |
| 2              | Neve Bradbury ‏      | أستراليا       | كانيون–إس آر إيه إم ‏                     | + 1 د 13 ث     |  |
| 3              | ليان ليبرت          | ألمانيا        | فريق سنويب للسيدات ‏                      | + 1 د 19 ث     |  |
| 4              | Maëva Squiban ‏      | فرنسا          | Stade Rochelais Charente-Maritime ‏       | + 2 د 30 ث     |  |
| 5              | Elizabeth Stannard ‏ | نيوزيلندا      | فالكار سيلانس ‏                           | + 3 د 03 ث     |  |
| 6              | Steffi Häberlin ‏    | سويسرا         | BeCycling Regional Team ‏                 | + 3 د 04 ث     |  |
| 7              | Ingvild Gåskjenn ‏   | النرويج        | تيم كوب هايتك بوردكتس ‏                   | + 3 د 35 ث     |  |
| 8              | Évita Muzic ‏        | فرنسا          | FDJ–Suez ‏                                | + 4 د 00 ث     |  |
| 9              | Sina Frei ‏          | سويسرا         | فريق سويسرا لركوب الدراجات للسيدات 2022 ‏ | + 4 د 29 ث     |  |
| 10             | Quinty Ton ‏         | هولندا         | ليف ريسينغ ‏                              | + 5 د 09 ث     |  |